# 永井直行
永井 直行（ながい なおゆき）は、摂津高槻藩の第7代藩主。

## 略伝
享保15年（1730年）、第6代藩主永井直期の長男として生まれる。延享5年（1748年）1月16日、父の隠居により跡を継いだ。藩政では藩財政再建のため、御用金を徴収した。
宝暦8年（1758年）4月22日に死去した。享年29。跡を弟で養子の直珍が継いだ。